# Цар Едіп (фільм)
«Цар Еді́п» (італ. «Edipo re») — фільм П'єра Паоло Пазоліні 1967 року за мотивами однойменної трагедії Софокла.

## Сюжет
Дві сюжетні лінії фільму протікають в сучасності і Давній Греції.
XX століття. В італійській родині народжується хлопчик. Батько, спостерігаючи за тим, як мати віддана своїй дитині, змучений ревнощами відносить хлопчика і залишає його в пустелі. Дія переноситься в античні часи і сюжет оповідає дещо видозмінену Пазолінієм класичну трагедію Софокла.
Дитина врятована від смерті й потрапляє до двору правителів Коринфу — Поліба та Меропи. Бездітне подружжя виховало хлопчика при царському дворі як власного сина і дало йому ім'я Едіп. Юнак Едіп дізнається пророцтво оракула — він уб'є свого батька і одружиться зі своєю матір'ю. Він не знає, що Поліб і Меропа тільки його прийомні батьки і залишає Коринф, намагаючись втекти від страшного пророцтва.
По дорозі до Фів Едіп випадково зустрічає свого справжнього батька Лая. Між ними відбувається суперечка і Едіп його вбиває. Пройшовши через низку випробувань Едіп стає царем і в невіданні одружується на цариці Фів, своїй справжній матері Іокасті. Пророцтво збувається. Приголомшений Едіп, якому розкрита правда, виколює собі очі. Іокаста позбавляє себе життя самогубством.
Фільм закінчується знову в сучасному світі. Осліплий Едіп повертається на те місце, де він народився.

## В ролях
| Актор(ка)           |   | Роль            |
| ------------------- | - | --------------- |
| Франко Чітті        | … | Едіп            |
| Сільвана Мангано    | … | Іокаста         |
| Аліда Валлі         | … | Меропа          |
| Кармело Бене        | … | Креонт          |
| Джуліан Бек         | … | Тіресій         |
| Нінетто Даволі      | … | вісник/Анджело  |
| Лучано Бартолі      | … | Лай             |
| Ахмед Белахмі       | … | Поліб           |
| П'єр Паоло Пазоліні | … | верховний жрець |
| Франческо Леонетті  | … | слуга Лая       |
| Джандоменіко Даволі | … | пастух Поліба   |
| Жан-Клод Б'єт       | … | жрець           |
| Іван Скратулья      | … | жрець           |

## Цікаві факти
- Натурні зйомки фільму велися в областях Венето та Ломбардія, в місті Болонья та в Марокко[1].
- Як музичний супровід фільму використано твори В. А. Моцарта, румунські народні мелодії, старовинна японська музика, російські революційні пісні під редакцією П. П. Пазоліні[1].
- Сам Пазоліні зіграв у цьому фільмі невелику роль верховного жерця.

## Нагороди і номінації
- Фільм було представлено на XXVIII Міжнародному кінофестивалі у Венеції, де він номінувався на «Золотого лева» та розділив з іншим фільмом приз Міжнародної кіноконфедерації з популяризації літератури і мистецтва (СІДАЛК)[1].
- 1968 — «Золотий кубок» (Італія) за найкращу режисуру П. П. Пазоліні.
- У 1968 році «Срібна стрічка» Італійського національного синдикату кіножурналістів присуджені продюсерові Альфредо Біні та художнику-декоратору Луїджі Скаччаноче.